# Vaivara
Vaivara (em estoniano:  Vaivara vald) é um município rural estoniano localizado na região de Ida-Virumaa.